# ハワード・ザ・ダック
ハワード・ザ・ダック（Howard The Duck）は、マーベル・コミックの世界に登場する架空のキャラクター、及びそれを主人公としたアメリカン・コミック作品である。スティーヴ・ガーバーとヴァル・メイエリックによって創造された。初登場は1973年12月の『Adventure into Fear』第19号。

## 概要
日本では、ジョージ・ルーカスによって製作された同名の映画作品が有名だが、内容や設定などは大きく異なる。

## あらすじ
水鳥が知的生命体に進化した別次元の惑星の出身。ある時トグ・ザ・ネザースポーン（Thog The Nether-Spawn）の魔術に巻き込まれ、ハワードは地球のフロリダに落下。元の世界に戻るため、ジェニファー・ケイルや沢地の番人マン・シングと共にリージョン・オブ・ナイトを結成しトグと戦った。トグとの戦いに勝利し帰還を試みるが失敗。今度はオハイオ州クリーブランドに落下。クリーブランドでは仕事も家もうまく見つけられなかったが、元絵画モデルであり女優のビバリー・スウィッツラーを悪党から救い出した後、相思相愛となったビバリーと共に人とアヒルの共同生活を開始する。その後もミュータントハンターに狙われた若いミュータントを助け友情を結んだりした。
シビル・ウォーでは超人登録法に従うことを選んだが、いざ登録しようとしたら超人（ヒーロー）として認識されていなかったことが判明する。シークレット・インベージョンでも地球に襲来するスクラル軍に果敢に立ち向かっている。

## 日本語版
ヴィレッジブックスより発売の『デッドプール/パニシャー・キルズ・マーベルユニバース』でデッドプールに丸焼きにされてしまっている。同社より発売の『シークレット・インベージョン』では数多くのヒーローに紛れて登場している。
アシェット・コレクションズ・ジャパンより販売の分冊百科『マーベル グラフィックノベル・コレクション』では67号（2024年8/21号）のラインナップとして『ハワード・ザ・ダック』が2024年8月7日に発売。

## 映画版

### MCU版
マーベル・シネマティック・ユニバース（MCU）では、セス・グリーンが声優を務める。日本語吹替は伊丸岡篤が担当。
本項では、“アース616”におけるハワード・ザ・ダックを主軸として表記する。

#### キャラクター像
小柄なアヒルのような容姿と、人間と同等の四肢を有してスーツを着用し、言語も話す宇宙人。出番は多くないものの、そのユニークな外見とは裏腹に、登場する度に長広舌をふるっている。

#### 『ホワット・イフ...?』版
現在のところ、“アース21818”と、“アース72124”におけるハワードの存在が描写されており、双方ともに正史のハワードと同等のキャラクター像である。

#### 描写
『ガーディアンズ・オブ・ギャラクシー』
物語のエンドロールにカメオ出演する形で初登場。採掘コロニー「ノーウェア」のタニリーア・ティヴァン/コレクターのコレクションルームにいた、ティヴァンの収集物の一つとして登場し、コレクションルームを荒らされたティヴァンに、「なんで犬に舐めさせる、気色悪い」と声をかけ、酒を口にして「染み渡るぜ」と呟く。
『ガーディアンズ・オブ・ギャラクシー:リミックス』
「コントラクシア」の「アイアン・ロータス」で「ロボット娼婦」相手に酒を飲みながら彼女を口説く。
『アベンジャーズ/エンドゲーム』
クライマックスの最終決戦にのみ登場。“デシメーション”の影響で消滅していたかどうかは不明だが、銃器を携えて「ラヴェジャーズ」と共にアベンジャーズに加勢し、サノスの群勢に戦いを挑んでいる。
『ホワット・イフ...?』シーズン1
第2話
アース21818におけるハワードが登場。正史と同様にノーウェアのティヴァンのコレクションルームで収集物の一つとして登場し、来訪したティ・チャラ/スター・ロードに解放されるとコレクションルームの案内をさせられ、途中で辿り着いたバーカウンターについて酒を飲みながら、ティ・チャラを見送る。
第7話
アース72124におけるハワードが登場。地球のラスベガスにやって来て、ソーが催したパーティーに参加すると、そこにやってきたダーシー・ルイスを「ナチョス食う？」とデートに誘い、彼女との結婚式まで開いた。後日ダーシーを「ミセス・ダック」と呼び、ジェーン・フォスターから八つ当たりされる姿も見せる
『ガーディアンズ・オブ・ギャラクシー:VOLUME 3』
クラグリン・オブフォンテリ、コスモらとカードゲームに興じていた。